# Michel Sogny
Michel Sogny (Szőnyi Mihály, Pau, 1947. november 21. –) magyar származású francia zongoraművész, zeneszerző, zongorapedagógus, tanár, filozófus és író.
Az 1970-es években új zenepedagógiai módszert dolgozott ki. Módszere minden korosztály számára és adottságtól függetlenül lehetővé tette az elérhető, élményt adó zenélést, ami addig csak a professzionális muzsikuséletet megcélzók kiváltsága volt, és általában elérhetetlennek tartották azoknak, akik nem gyermekkorukban tanulták a muzsikálást.

## Élete
Édesapja magyar volt, így 2008-ban kiváltott magyar útlevelében már a Szőnyi Mihály név szerepel.
Michel Sogny a École normale de musique de Paris, párizsi zeneiskolában tanult, Jules Gentil zongorista és Yvonne Desportes zeneszerző irányításával. A filozófia doktora címet 1974-ben szerezte meg a Sorbonne Egyetemen, pszichológiából mesterfokozatú diplomája van, s okleveles irodalomtanári képesítéssel is rendelkezik. 
Michel Sogny az 1970-es években jelent meg a zenei világ színterén és hamarosan egy innovatív zenepedagógiai módszer megalapozójaként szerzett hírnevet magának. A zongoraművész-pedagógus komponál is, részben pedagógiai célú darabokat. Franciaországban könyvet is kiadott „Az alkotói mámor Lisztnél” címmel,Cziffra György elöszavával.
1972-ben egyik alapító tagja volt a francia Liszt Ferenc Társaságnak (Association Française Franz Liszt) Valéry Giscard d’Estaing és Liszt dédunokája, Blandine Ollivier de Prévaux mellett.
1974-ben nyitotta meg saját zeneiskoláját Párizsban. Emellett irodalmi és zenei szalont is nyitott, ahol művészeket, írókat és értelmiségieket gyűjtött össze.
Az SOS Talents Alapítvány alapítója is, amit fiatal tehetségek felfedezésére és segítésére hozott létre 2001-ben. Magyarországon a Szentpéteri Gabriella zongoraművész vezette Abisso Nemzetközi Zenei Kft. képviseli. A képzési ösztöndíjat 2007-ben Szokolay Ádám Zsolt nyerte el elsőként.

## Zongoratanítási módszere
Sogny tanítási módszerét a róla elnevezett párizsi és genfi zongoraiskolákban tanítják. A módszernek 1974 óta több mint 20 000 követője van.
Egyik tanítványa, Michèle Paris több kudarc után csak 26 éves korában kezdett el zongorázni. Négy év tanulás-gyakorlás eredményeként olyan előrelépést ért el, amely lehetővé tette számára, hogy nyilvános koncerten lépjen fel.
1981-ben a francia Szenátus hivatalosan fordult Jack Lang kulturális miniszterhez, hogy megvitassák Michel Sogny módszertanának bevezetését egész Franciaországban.

## Megjelent munkái
- L'admiration créatrice chez Liszt, ed. Buchet-Chastel (1975)
- Le solfège sans soupir, ed. Sirella (1984)
- Abrégé de solfège, ed. Sirella
- La méthode en question(s), ed. Sirella
- La méthode en action, ed. Sirella
- Initiation à l'art de la composition musicale, ed. Sirella
- Le pédagogue virtuose – livre de l'enseignant, ed. Sirella
- La Musique en Questions, entretiens avec Monique Philonenko Ed. Michel de Maule (2009)
- "L'adulte prodige – Le rêve au bout des doigts" Editions France-Empire (2013)
- De Victor Hugo à Dostoïevski – Entretiens philosophiques avec Alexis Philonenko, éditions France-Empire (2013)[13]
- Hommage à Franz Liszt Editions Durand
- Etudes pour piano dans le style hongrois  dédiées à György Cziffra Editions Durand
- 3 Pièces pour piano dans le style hongrois Editions Durand
- 24 Pensées Vagabondes pour piano Editions Musicales Artchipel
- Prolégomènes à une Eidétique Musicale pour piano
- Dérive pour piano Editions Durand
- 48 Etudes de Perfectionnement pour piano Editions Musicales Artchipel

## Kitüntetései
- Becsületrend, Georgia (2017)[14]
- Litvánia tiszteletbeli konzulja Svájcban[15]
- UNESCO-díszoklevél (1994)
- ENSZ-békeérem (1986)

## Fordítás
Ez a szócikk részben vagy egészben  a   Michel Sogny című angol Wikipédia-szócikk ezen változatának fordításán alapul.  Az eredeti cikk szerkesztőit annak laptörténete sorolja fel. Ez a jelzés csupán a megfogalmazás eredetét és a szerzői jogokat jelzi, nem szolgál a cikkben szereplő információk forrásmegjelöléseként.